# المثلية الجنسية والبهائية
إن الشكل الوحيد المقبول من التعبير الجنسي في البهائية هو ذلك القائم ضمن إطار الزواج، ويعرّف الزواج البهائي على أنه حصراً بين رجل وامرأة واحدة. ويستثني التعريف بذلك أية ممارسات حميمية مثلية أو تسبق الزواج أو خارجة عن نطاقه.
يعود الأساس النصي للممارسات البهائية من كتابات مؤسس الديانة بهاء الله (1817-1892)، الذي منع الزنا والبغاء والسدومية. أصبح موقف البهائية من المثلية أكثر صقلاً بعد كتابات شوقي أفندي رباني وهو قائد الديانة من عام 1921 حتى 1957. وقد أجاب على أسئلة محددة ووصف المثلية بأنها معاناة ينبغي التغلب عليها، مع ترك عضوية البهائيين مفتوحة أمام أي شخص بغض النظر عن التوجه الجنسي. ويترك هذا الموقف البهائيين من نفس الجنس في إطار التوجيه نفسه الذي يتمتع به شخص مغاير جنسياً أي إذا ما وجد نفسه غير قادراً على عقد زواج مع شخص من الجنس الآخر فينبغي له أن يظل عازباً.

## وصلات خارجية
- المثلية الجنسية، مجموعة من إصدار قسم البحوث لبيت العدل الأعظم. (بالإنجليزية)
- هل المثلية سلوك بيولوجي أو مكتسب؟، إصدار بيت العدل الأعظم 1993-07-05.(بالإنجليزية)
- تعاليم البهائية حول الممارسات المثلية، إصدار بيت العدل الأعظم - 23 نوفمبر 1995. (بالإنجليزية)
- www.bnasaa.org، موقع بهائي حول الإيدز والنشاط الجنسي والإدمان والإساءة ويشمل على عدة صفحات حول المثلية. (بالإنجليزية)
- النشاط الجنسي والنفس وشكل المجتمع بقلم هولي هانسون محاولة لرفع مستوى الخطاب فوق التقسيم مغاير/مثلي. (بالإنجليزية)